# 達氏擬雀鯛
達氏擬雀鯛，為鱸形目鱸亞目擬雀鯛科的其中一種，為熱帶海水魚，分布於西印度洋巴基斯坦至南非德班海域，深度5-60公尺，本魚體延長，背鰭硬棘3枚、背鰭軟條28-33枚、臀鰭硬棘3枚、臀鰭軟條16-19枚，體長可達9公分，棲息在沿岸珊瑚礁或岩礁區，雌魚會將卵產在空貝殼上，由成魚守護，生活習性不明。

## 擴展閱讀
維基物種上的相關：達氏擬雀鯛